# Ho, mia kor'
Ho, mia kor' (Oh, mi corazón) es un pequeño poema en Esperanto escrito por L.L Zamenhof, el cual fue escrito poco antes de la publicación del Unua Libro (Textualmente el "Primer Libro" en Esperanto), este poema hizo su primera aparición precisamente en este libro, publicado en 1887.

"En esos días Zamenhof escribió unos versos muy cortos. Los cuales suenan como a la respiración entrecortada de una persona corriendo hacia arriba cinco pisos por una escalera y, finalmente, se detiene detrás de una puerta." 

| Ho, mia kor' Ho, mia kor', ne batu maltrankvile, El mia brusto nun ne saltu for! Jam teni min ne povas mi facile, Ho, mia kor'! Ho, mia kor'! Post longa laborado Ĉu mi ne venkos en decida hor'? Sufiĉe! trankviliĝu de l' batado, Ho, mia kor'! | Oh, mi corazón ¡Oh, corazón mío, no latas intranquilo, No saltes ahora de mi pecho! ¡Ya no puedo sostenerme fácilmente, Oh, corazón mío! ¡Oh, corazón mío! Tras un prolongado esfuerzo ¿No venceré en la hora decisiva? ¡Basta! Tranquilízate de las palpitaciones. ¡Oh, corazón mío! |